# クラシカル・ベスト〜天に響く歌〜
『クラシカル・ベスト〜天に響く歌〜』（クラシカル・ベスト てんにひびくうた）は、本田美奈子.のベスト・アルバム。2007年4月20日にコロムビアミュージックエンタテインメントからリリースされた。

## 解説
本田美奈子.のクラシカル・クロスオーバーにおける活動を集約したベスト・アルバムである。「天に響く歌」とは本田が所属事務所社長の高杉敬二の薦めで2005年の年賀状に書き記した言葉である。「LAST THREE YEARS OF MINAKO HONDA.」という副題がつけられている。
既発のCDからの音源に加えて、それまで未公開だった自作の詞による「ゴッドファーザー愛のテーマ」が初めて収録された。曲順は録音が行われた順序に従って配置されている。付属のDVDには3曲の映像が収録されている。

## 初収録の音源・映像について

### ゴッドファーザー愛のテーマ
映画『ゴッドファーザー』のサウンドトラックからの一曲である。この曲は元々本田自身が詞をつけて歌う予定でいたのだが、生前は権利者の許諾が下りなかったためにアルバム『時』にはヴォカリーズで歌った音源が収録された。ここに収録されたのはヴォカリーズでの録音が終わった後で記念に録音したものである。本田の亡くなった後に権利者の許諾が下り、本作への収録が可能になった。

### 新世界
本田は2004年8月29日に行われた『N響ほっとコンサート』で岩村力指揮のNHK交響楽団と共演し、「新世界」とフォーレの「シシリエンヌ」を歌っている。その時の模様はNHKのBS2及び教育テレビで放送された。付属のDVDにはその時の「新世界」の映像が収録されている。

### つばさ
1996年に阿蘇ファームランドで行われたジョイントコンサートの映像が収録されている。指揮・ピアノは服部克久。このコンサートの模様は当時テレビ熊本で放送された。本田の没後に行われているフィルムコンサートではクライマックスに用いられている映像である。

## 収録曲

### CD
1. 私のお父さん 〜オペラ『ジャンニ・スキッキ』より [2:02]
日本語詞：岩谷時子／作曲：ジャコモ・プッチーニ／編曲：井上鑑
2. アヴェ・マリア [4:49]
作曲：ジュリオ・カッチーニ／編曲：井上鑑
3. タイム・トゥー・セイ・グッバイ [4:21]
作詞・作曲：フランチェスコ・サルトリ、ルチオ・クァラントット、フランク・ピーターソン／編曲：井上鑑
4. ニュー・シネマ・パラダイス 愛のテーマ [3:12]
作詞：岩谷時子／作曲：エンニオ・モリコーネ／編曲：井上鑑
5. アメイジング・グレイス [4:25]
作詞：ジョン・ニュートン／日本語詞：岩谷時子／作曲：トラディショナル／編曲：井上鑑
6. タイスの瞑想曲 [4:46]
作詞：本田美奈子／作曲：ジュール・マスネ／編曲：井上鑑
7. ジュピター 〜組曲「惑星」より [5:08]
作詞：岩谷時子／作曲：グスターヴ・ホルスト／編曲：井上鑑
8. 新世界 〜交響曲第9番「新世界より」第2楽章より [4:36]
作詞：本田美奈子.／作曲：アントニン・ドヴォルザーク／編曲：井上鑑
9. 白鳥 [2:37]
作詞：本田美奈子.／作曲：カミーユ・サン＝サーンス／編曲：井上鑑
10. 誰も寝てはならぬ 〜『トゥーランドット』より [2:31]
作詞：青井陽治／作曲：ジャコモ・プッチーニ／編曲：井上鑑
11. ゴッドファーザー 愛のテーマ [4:15]
作詞：本田美奈子.／作曲：ニーノ・ロータ／編曲：井上鑑
12. この素晴らしき世界 [2:58]
作詞・作曲：ジョージ・ダグラス、ジョージ・ワイス／日本語詞：岩谷時子／編曲：井上鑑
13. 時 -forever for ever- [5:38]
作詞：岩谷時子／作曲・編曲：井上鑑
14. ララバイ 〜ミュージカル『十二夜』より [3:54]
作詞：斉藤由貴／作曲：八幡茂／編曲：井上鑑

### DVD
1. AVE MARIA（プロモーション・ビデオ 2003年3月収録）
作曲：ジュリオ・カッチーニ／編曲：井上鑑
2. 新世界（2004年8月 NHKホールにて収録）
作詞：本田美奈子.／作曲：アントニン・ドヴォルザーク／編曲：大島ミチル
3. つばさ（1996年8月収録）
作詞：岩谷時子／作曲：太田美知彦

## 初出データ
- AVE MARIA (CD#1-6)
- 新世界 (CD#7,8)
- 時 (CD#9,10,12,13)
- アメイジング・グレイス (CD#14)
- 本作 (CD#11, DVD#1-3)